# Jacoba van Beieren
Jacoba van Beieren, eigenlijke voornaam Jaque of Jacob (Le Quesnoy, gedoopt 17 juli 1401 — Slot Teylingen, 9 oktober 1436) was gravin van Holland, Zeeland en Henegouwen tussen 1417 en 1433.

## Jeugdjaren
Jacoba werd in 1401 geboren en op 17 juli van dat jaar gedoopt in het grafelijke Kasteel van Le Quesnoy in Henegouwen. Ze was de dochter van graaf Willem VI en Margaretha van Bourgondië. In 1406 werd zij op vijfjarige leeftijd uitgehuwelijkt aan de Franse prins Jan van Touraine. In 1415, toen zij veertien was, werd dat huwelijk voltrokken in Den Haag. Kort daarop overleed Jans oudere broer Lodewijk van Guyenne, waarna Jan de dauphin van Frankrijk werd, en Jacoba dus dauphine, oftewel kroonprinses van Frankrijk. In 1417 overleed echter ook Jan van Touraine en werd Jacoba weduwe. Enkele maanden later overleed ook haar vader graaf Willem VI van Holland.

## Strijd met Jan van Beieren
Jacoba volgde haar vader op zestienjarige leeftijd op, maar haar oom, de Luikse bisschop Jan van Beieren, had ook zijn oog laten vallen op de erfenis van graaf Willem VI. Hij werd hierin gesteund door de Duitse keizer Sigismund, die verdere invloed van de Bourgondische hertogen in zijn gebieden wilde voorkomen. Jacoba, gesteund door haar moeder Margaretha van Bourgondië zocht haar steun bij een andere oom: Jan zonder Vrees, de hertog van Bourgondië en de broer van Jacoba's moeder Margaretha. De strijd tussen Jacoba en Jan VI betekende tevens een oplaaiing van de Hoekse en Kabeljauwse twisten. Onder Jacoba's leiding behielden de edellieden die onder Willem VI gediend hadden hun positie, zij behoorden tot het Hoekse kamp. Daarentegen werd Jan van Beieren door de Kabeljauwse edelen gesteund.

## Volgende huwelijken

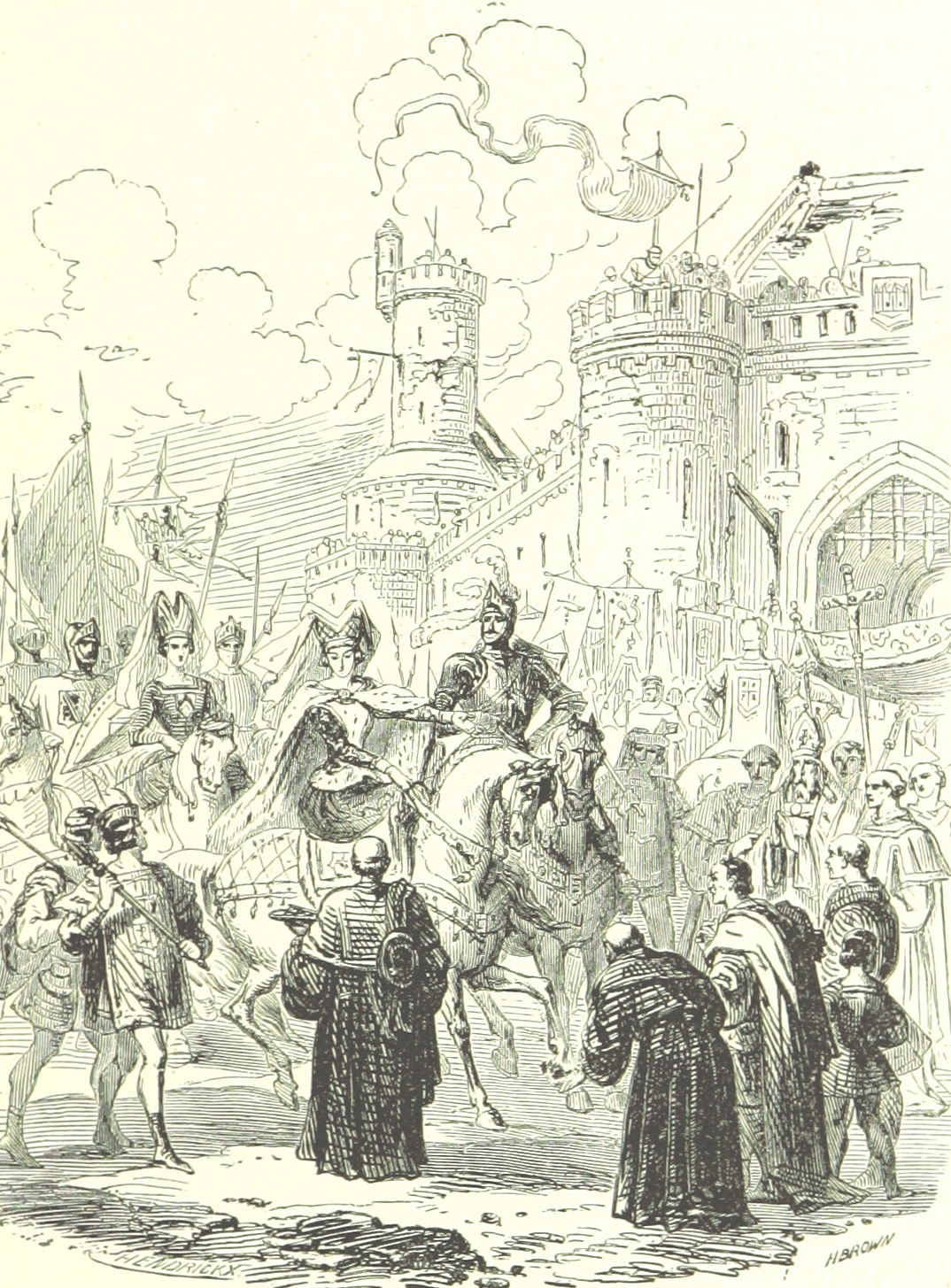
Intrede te Bergen van Jacoba van Beieren en haar nieuwe echtgenoot Humphrey van Gloucester, tekening uit 1885.

Om haar machtspositie te versterken trouwde Jacoba in 1418 met haar neef in de vierde graad Jan IV van Brabant. Ze kreeg hiervoor toestemming van paus Martinus V. Jan VI van Beieren en zijn partijgenoten protesteerden tegen dit huwelijk. Onder druk van keizer Sigismund werd de pauselijke toestemming later ingetrokken. Na het Beleg van Dordrecht en omdat hij zijn financiële verplichtingen niet kon nakomen, verpandde Jan van Brabant het grondgebied van Jacoba voor twaalf jaar aan haar vijand Jan van Beieren. De Zoen van Woudrichem, een vredesverdrag tussen Jacoba van Beieren en Jan van Beieren, werd ondertekend op 13 februari 1419. Jacoba liet hierop het huwelijk ongeldig verklaren en vertrok in 1421 naar Engeland, waar zij in 1423 in het huwelijk trad met Humphrey van Gloucester, zoon van koning Hendrik IV van Engeland.
Samen met Humphrey ging zij met een leger in 1424 terug naar Henegouwen om de strijd op te nemen tegen haar ex-echtgenoot Jan van Brabant, die gesteund werd door Filips de Goede, hertog van Bourgondië. Het escaleerde in een persoonlijke ruzie tussen Filips de Goede die een duel wilde uitvechten met Humphrey. De koningen van Engeland en Frankrijk vonden dat beide edellieden zich niet in zo'n duel moesten begeven, Filips bleef echter strijdvaardig, maar Gloucester besloot eind april er toch van af te zien. Jacoba bleef achter in Henegouwen. Vervolgens begon de inname van Henegouwen (1424-25) en moest zij zich overgeven; ze werd in Gent gevangen gezet. Gloucester steunde zijn vrouw nog wel met Engelse troepen in de Slag bij Brouwershaven in 1426, maar het huwelijk werd al snel daarna ontbonden.

## Hernieuwde strijd
Toen haar oom Jan van Beieren in januari 1425 overleed, kwamen de gebieden die hij eerder verpand had gekregen weer bij Jan van Brabant terecht. Echter, onder druk van Filips de Goede, stelde hij in 1425 Filips aan als ruwaard en erfgenaam. Zo zouden de graafschappen aan de hertog van Bourgondië toevallen als Jan kinderloos zou sterven. Dit betekende feitelijk dat deze gebieden onder het gezag van Filips de Goede kwamen. De Hoeken verzetten zich hiertegen en besloten Jacoba van Beieren te bevrijden. De edellieden Spiering van Aalburg, van der Merwede en van Delft van het Schuttersgilde St. Joris van Heusden (opgericht in 1356) slaagden erin Jacoba van Beieren te ontmoeten en met haar werd een ontsnappingsplan gemaakt. Jacoba zei niet gestoord te willen worden, omdat ze een bad ging nemen, waarna zij en haar kamenier mannenkleren aantrokken en zo vermomd het kasteel uitliepen waar ze gevangen zaten. Buiten wachtte ridder Dirk van der Merwede en schildknaap Arnoud Spiering van Aalburg met paarden en het drietal wist te ontkomen via Breda en Woudrichem naar Vianen. Hier ontdeed ze zich van haar vermomming en reisde vervolgens verder naar Schoonhoven waar de Hoeken kort daarvoor de macht hadden gegrepen.
Jacoba van Beieren nam samen met de Hoeken de strijd tegen Filips de Goede weer op in de driehoek Gouda - Oudewater - Schoonhoven. Jacoba wist mede met hulp van Floris van Kijfhoek in september 1425, Schoonhoven te veroveren op de bezetters onder Albrecht Beiling. Ze zou daarna de stad incognito in mannengewaad bezocht hebben. Ze nam haar intrek in het kasteel van Gouda, waarvandaan ze haar strijd ondernam tegen de Kabeljauwen in Holland. Ze won een kleine Slag bij de Gouwsesluis in 1425. Herhaaldelijk vroeg zij om hulp van haar echtgenoot Humphrey van Gloucester, die nog steeds in Engeland verbleef. Het leidde nog tot de slag bij Brouwershaven, maar de weinige hulp die hij kon bieden was niet genoeg. Na de tegenslag bij Brouwershaven profiteerde Jacoba van de opstand die in Kennemerland was ontstaan. Daar bezetten ontevreden boeren Haarlem. Ze toog er met haar leger naartoe om de opstandige boeren te helpen met het beleg op de stad. Ze brak het beleg echter halverwege op, omdat een ontzettingsleger onderweg was naar Haarlem. Dit leger passeerde echter eerst Gouwsesluis, waar een tweede slag plaatsvond. Jacoba steunde de Kennemerse opstandelingen nog minimaal een half jaar daarna, maar met de Slag bij Hoorn werd deze opstand gebroken. Twee jaar later, in 1428, moest ze vrede sluiten. In dit vredesverdrag (de Zoen van Delft) werd bepaald dat Filips erfgenaam van Jacoba van Beieren zou worden en dat zij niet in het huwelijk mocht treden zonder zijn toestemming. Jacoba bleef in naam nog gravin van Holland, maar moest feitelijk vrijwel alle macht afstaan. Haar huwelijk met Humphrey van Gloucester werd in 1428 door de paus onwettig verklaard, omdat zij volgens de Kerk al getrouwd was met Jan van Brabant toen zij met Humphrey in het huwelijk trad. Jan van Brabant stierf echter een jaar eerder, waarmee Jacoba dus weer een ongehuwde vrouw was.

## Overdracht aan Filips van Bourgondië

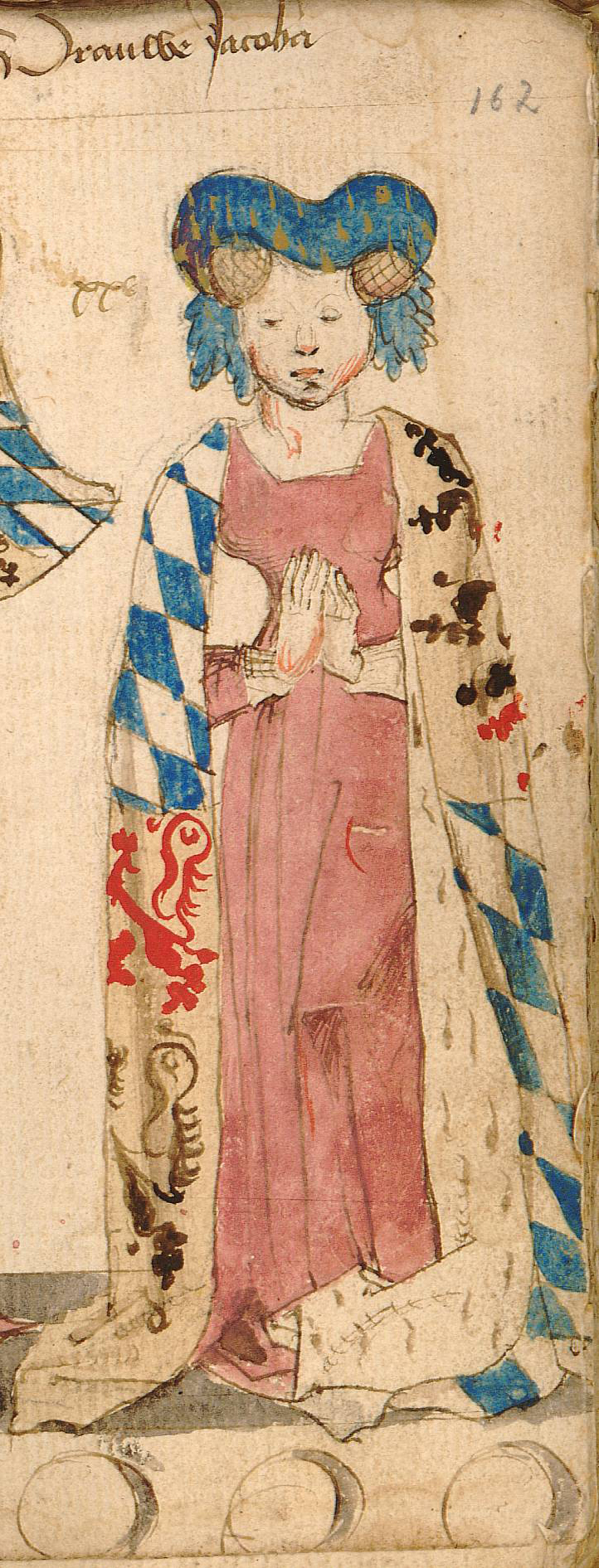
Jacoba van Beieren, door Hendrik van Heessel (15e-eeuwse tekening)

Met Pasen in 1433 deed Jacoba volledig afstand van haar titel als gravin van Holland, Zeeland en Henegouwen. Vaak wordt beweerd dat dit te maken zou hebben met een geheim huwelijk met Frank van Borssele waarmee zij een van de voorwaarden van de 'Zoen van Delft' schond. Dit is echter niet meer dan een legende. Filips de Goede had haar politiek machteloos gemaakt door haar vertrouwelingen bij haar weg te spelen en hun loyaliteit te kopen. Daarnaast was haar financiële positie ernstig verslechterd. Hierdoor kon zij niet anders dan de landen overdragen aan Filips en kwamen Holland, Zeeland en Henegouwen in handen van de hertogen van Bourgondië.
Jacoba kreeg verschillende gebieden en steden, met name in Zeeland, om in haar onderhoud te voorzien. De voornaamste hieruit waren de heerlijkheid Voorne, Tholen en Goes met Zuid-Beveland. Ze kreeg tevens het voormalige graafschap van haar vader Oosterbant in leenbeheer.

## Laatste huwelijk en dood
Na de overdracht van haar landen verbleef ze op de landen die haar waren toebedeeld. In het voorjaar van 1434 trad ze in het huwelijk met Frank van Borssele. Dit huwelijk was economisch voor beide partijen gunstig, al was voor Jacoba ook liefde in het spel. Lang heeft ook dit huwelijk niet geduurd. In 1436 werd ze ziek. Na een ziekbed van enkele maanden op het slot Teylingen, stierf zij op 9 oktober 1436 op 35-jarige leeftijd aan tuberculose.
De wens van Jacoba van Beieren te worden begraven in de kerk van ;
Sint-Maartensdijk is niet ingewilligd. Zij werd begraven bij haar voorouders in de Hofkapel op het Binnenhof in Den Haag onder het koor in de kerk. Bij de teraardebestelling van Jacoba in 1436 was de Hofkapel op het Binnenhof vol mensen.

## Mythevorming en legendes
Door de eeuwen heen zijn er verschillende mythen en legendes over het leven van Jacoba van Beieren ontstaan.

### Gevangen in het Gravensteen
Een mythe is dat gedurende haar gevangenschap in 1425 in Gent Jacoba in het Gravensteen opgesloten zou hebben gezeten. In werkelijkheid werd zij echter ondergebracht in het stadspaleis de Posteerne waar zij in luxe leefde.

### Militair bevelhebster
Door de oorlogsjaren 1425-1428 en het harde verzet van Jacoba tegen de hertog van Bourgondië heeft zij in de mythevorming een imago van heldhaftige verzetsstrijder gekregen. Hierbij wordt haar ook de rol van militair aanvoerder toegedicht. Haar werkelijke rol in deze oorlogsjaren ligt echter anders. Zelf heeft zij nooit deelgenomen aan de gevechten of het leger geleid. Dit liet zij over aan haar raadslieden en de leiders van de Hoekse legers.

### Geheim huwelijk
Een hardnekkige legende is dat Jacoba en Frank van Borssele al in de zomer van 1432 in het geheim in het huwelijk waren getreden. Volgens de legende zou Filips van Bourgondië Frank van Borssele daarom gevangen hebben genomen, waarna Jacoba al haar bezittingen afstond aan Filips om haar geliefde vrij te kopen. Er is echter geen enkel bewijs voor een geheim huwelijk en dit is dan ook niet de reden waarom Jacoba afstand heeft gedaan van haar bezittingen. Pas in november 1433, een half jaar nadat zij haar landen aan Filips van Bourgondië had overgedragen, was er sprake van een aanstaand huwelijk tussen Jacoba en Frank van Borssele.

### Jakobakannetje
Een typisch middeleeuwse kan van Siegburgs steengoed werd in de zeventiende eeuw bij werkzaamheden in groten getale uit de gracht van slot Teylingen in Voorhout opgebaggerd. Een legende zegt dat deze kannetjes door de hertogin zelf, nadat ze door verdriet over het verlies van haar land aan de drank was geraakt, in de gracht waren gegooid. In deze legende zit zelfs geen kern van waarheid, aangezien de kannetjes veelal pas na de dood van Jacoba vervaardigd zijn. Dit soort steengoed wordt sindsdien in Nederland algemeen jakobakannetje genoemd.

## Afbeeldingen

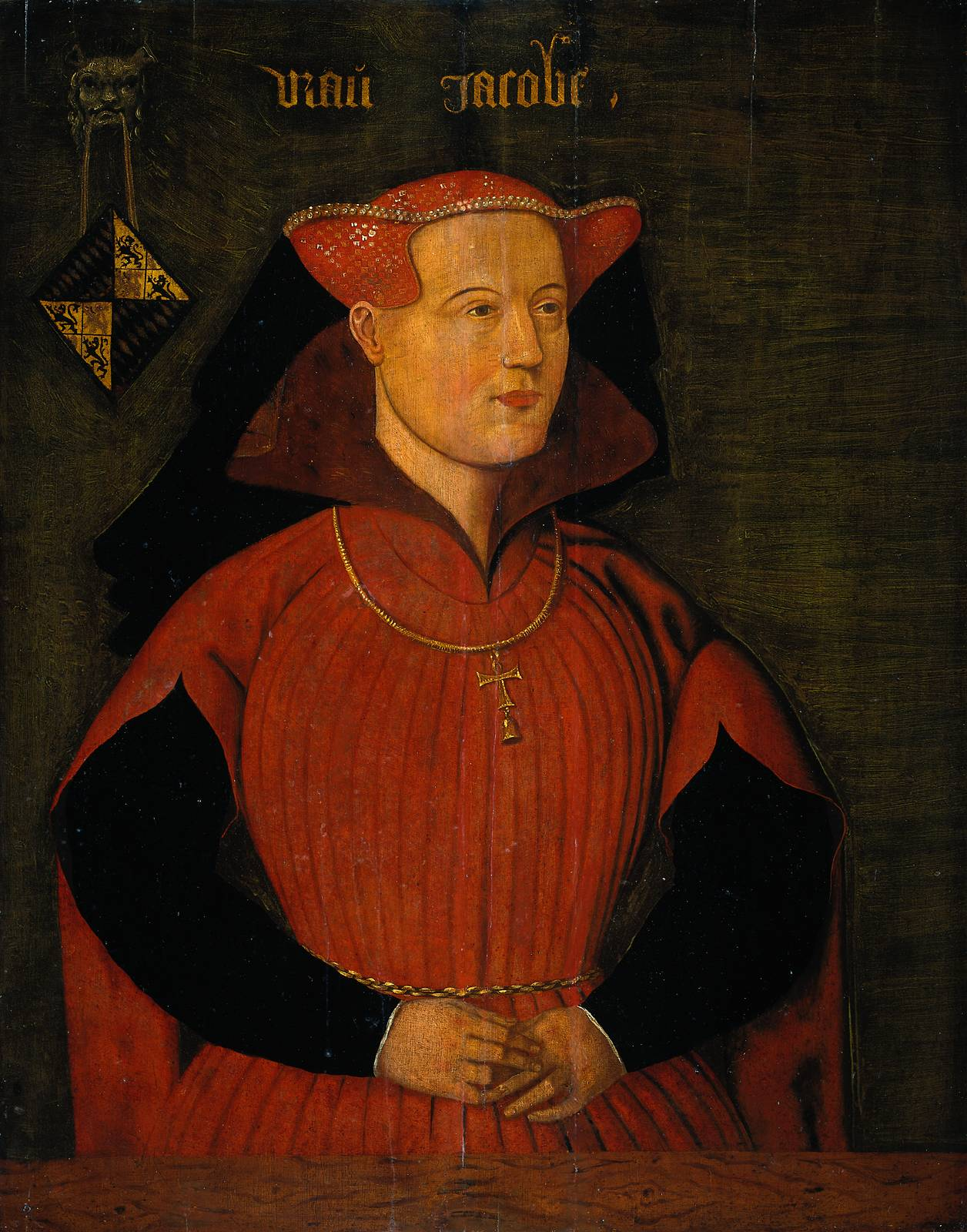
Jacoba van Beieren (1401-1436), gravin van Holland en Zeeland
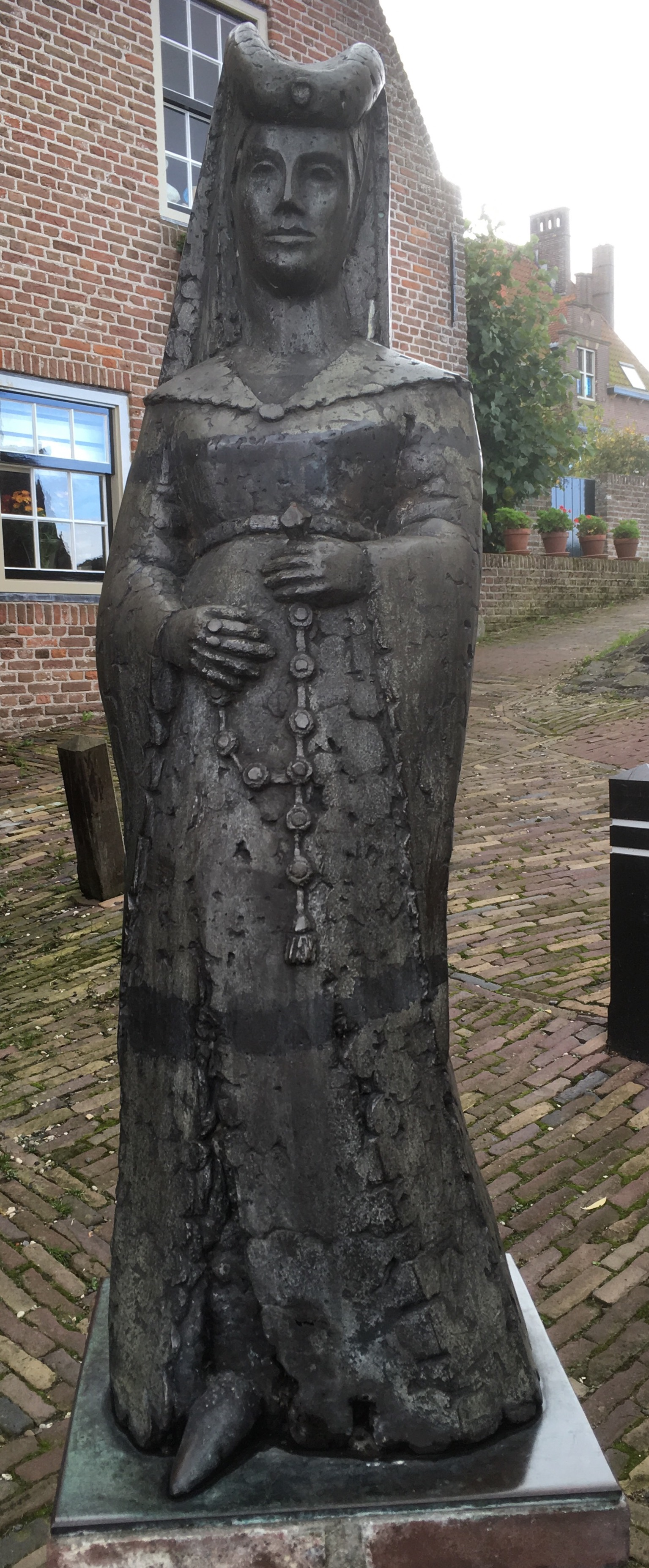
Standbeeld van Jacoba van Beieren in Woudrichem
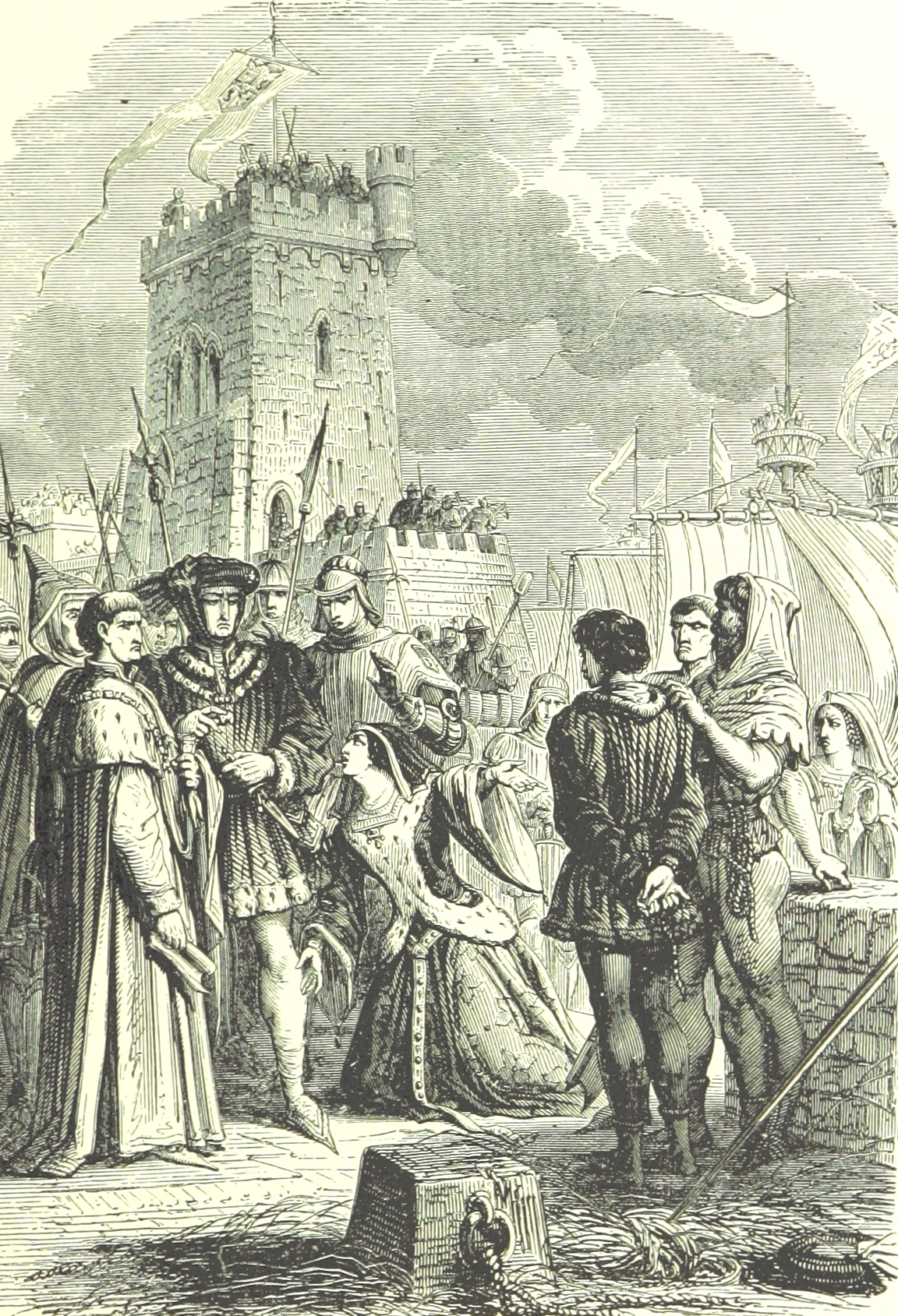
Jacoba smeekt Filips de Goede om genade voor Frank van Borssele
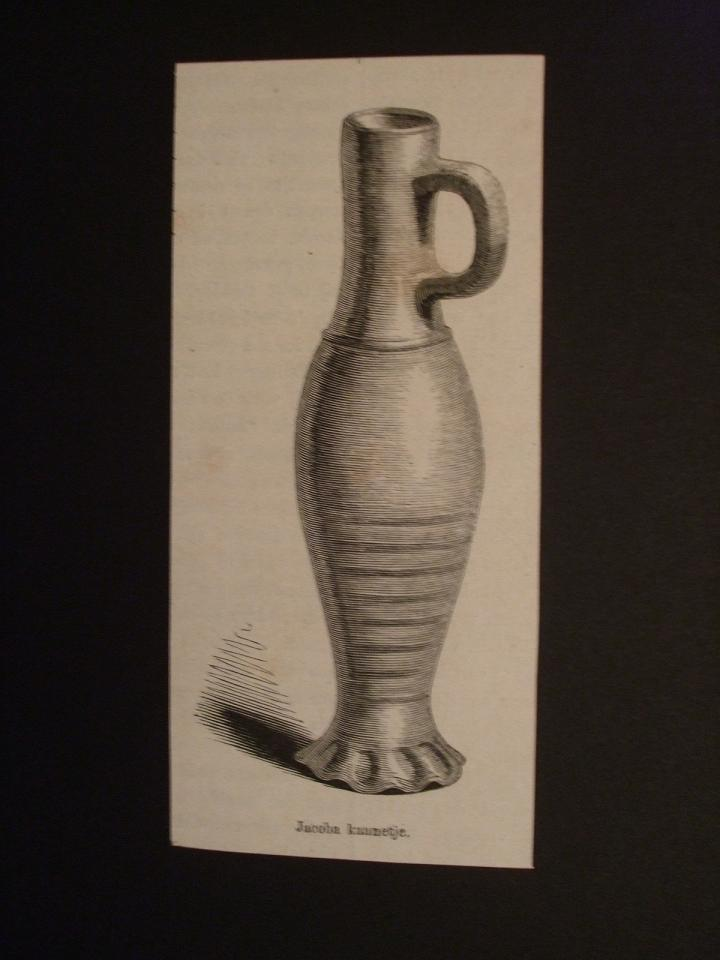
Tekening van een jakobakan
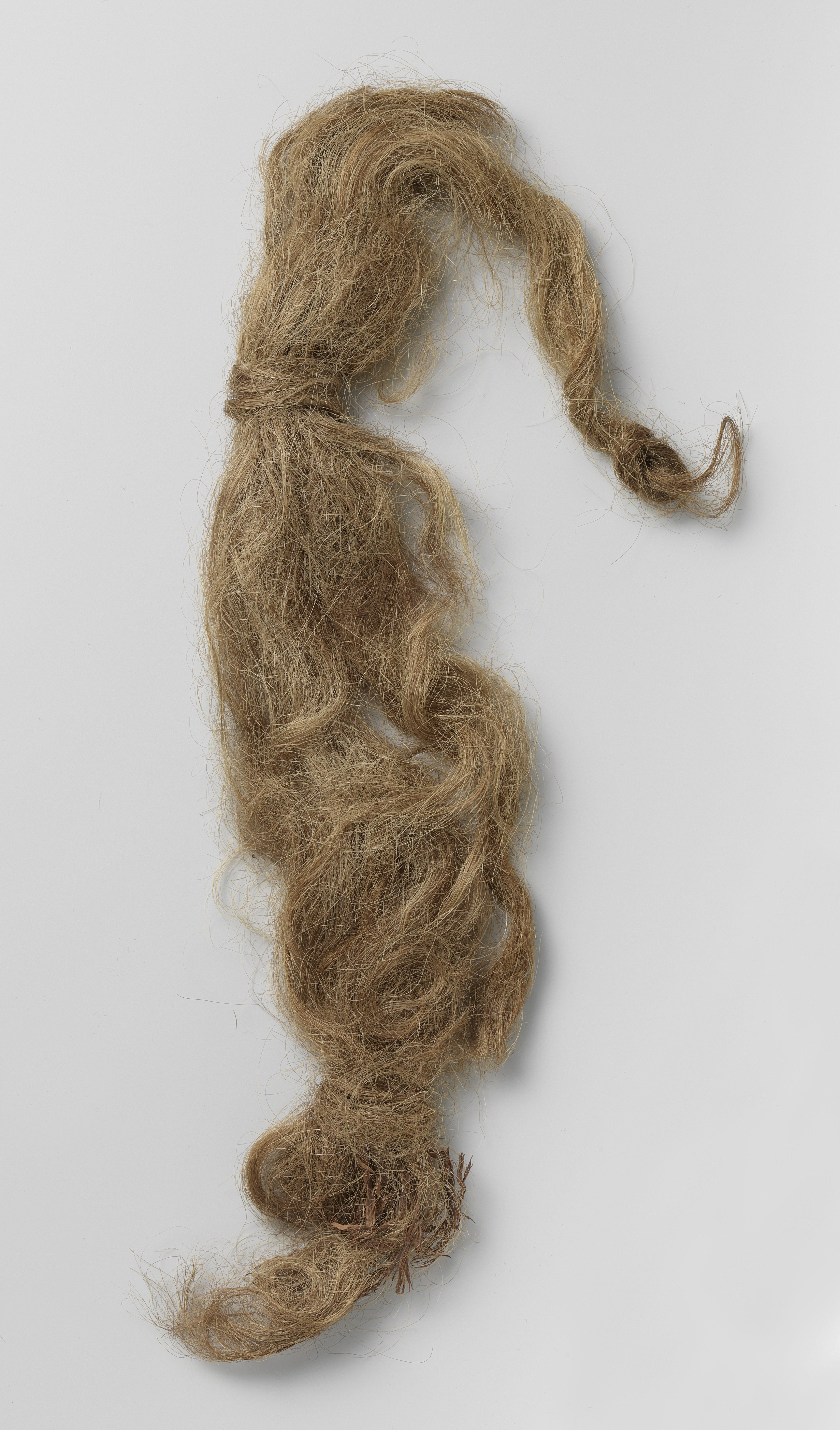
Vlecht van Jacoba van Beieren, in 1770 opgegraven in de Hofkapel te Den Haag. In het verslag van de opgraving wordt echter vermeld dat er geen graf met zekerheid kon worden geïdentificeerd als dat van Jacoba van Beieren.

## Kwartierstaat (voorouders)
| Keizer Lodewijk de Beier (1282-1347) | Keizer Lodewijk de Beier (1282-1347) | Keizer Lodewijk de Beier (1282-1347) | Keizer Lodewijk de Beier (1282-1347) | Keizer Lodewijk de Beier (1282-1347) | Keizer Lodewijk de Beier (1282-1347) | Margaretha II van Henegouwen (1310-1356) | Margaretha II van Henegouwen (1310-1356) | Margaretha II van Henegouwen (1310-1356) | Margaretha II van Henegouwen (1310-1356) | Margaretha II van Henegouwen (1310-1356) | Margaretha II van Henegouwen (1310-1356) |                                   |                                   | Lodewijk I van Brieg (ca. 1321-1398) | Lodewijk I van Brieg (ca. 1321-1398) | Lodewijk I van Brieg (ca. 1321-1398) | Lodewijk I van Brieg (ca. 1321-1398) | Lodewijk I van Brieg (ca. 1321-1398) | Lodewijk I van Brieg (ca. 1321-1398) | Agnes van Glogau Sagan (1321-1362)   | Agnes van Glogau Sagan (1321-1362)   | Agnes van Glogau Sagan (1321-1362) | Agnes van Glogau Sagan (1321-1362) | Agnes van Glogau Sagan (1321-1362) | Agnes van Glogau Sagan (1321-1362) |  |  | Jan II van Frankrijk (1319-1364) | Jan II van Frankrijk (1319-1364) | Jan II van Frankrijk (1319-1364) | Jan II van Frankrijk (1319-1364) | Jan II van Frankrijk (1319-1364) | Jan II van Frankrijk (1319-1364) | Bonne van Luxemburg (1315-1349) | Bonne van Luxemburg (1315-1349) | Bonne van Luxemburg (1315-1349) | Bonne van Luxemburg (1315-1349) | Bonne van Luxemburg (1315-1349)       | Bonne van Luxemburg (1315-1349)       |                                       |                                       | Lodewijk van Male (1330-1384)         | Lodewijk van Male (1330-1384)         | Lodewijk van Male (1330-1384)             | Lodewijk van Male (1330-1384)             | Lodewijk van Male (1330-1384)             | Lodewijk van Male (1330-1384)             | Margaretha van Brabant (1323-1380)        | Margaretha van Brabant (1323-1380)        | Margaretha van Brabant (1323-1380) | Margaretha van Brabant (1323-1380) | Margaretha van Brabant (1323-1380) | Margaretha van Brabant (1323-1380) |  |  |  |  |  |  |  |  |  |  |  |  |  |  |  |  |  |  |  |  |  |  |  |  |  |  |  |  |  |  |  |  |  |  |  |  |  |  |  |  |  |  |  |  |  |  |  |  |
| Keizer Lodewijk de Beier (1282-1347) | Keizer Lodewijk de Beier (1282-1347) | Keizer Lodewijk de Beier (1282-1347) | Keizer Lodewijk de Beier (1282-1347) | Keizer Lodewijk de Beier (1282-1347) | Keizer Lodewijk de Beier (1282-1347) | Margaretha II van Henegouwen (1310-1356) | Margaretha II van Henegouwen (1310-1356) | Margaretha II van Henegouwen (1310-1356) | Margaretha II van Henegouwen (1310-1356) | Margaretha II van Henegouwen (1310-1356) | Margaretha II van Henegouwen (1310-1356) |                                   |                                   | Lodewijk I van Brieg (ca. 1321-1398) | Lodewijk I van Brieg (ca. 1321-1398) | Lodewijk I van Brieg (ca. 1321-1398) | Lodewijk I van Brieg (ca. 1321-1398) | Lodewijk I van Brieg (ca. 1321-1398) | Lodewijk I van Brieg (ca. 1321-1398) | Agnes van Glogau Sagan (1321-1362)   | Agnes van Glogau Sagan (1321-1362)   | Agnes van Glogau Sagan (1321-1362) | Agnes van Glogau Sagan (1321-1362) | Agnes van Glogau Sagan (1321-1362) | Agnes van Glogau Sagan (1321-1362) |  |  | Jan II van Frankrijk (1319-1364) | Jan II van Frankrijk (1319-1364) | Jan II van Frankrijk (1319-1364) | Jan II van Frankrijk (1319-1364) | Jan II van Frankrijk (1319-1364) | Jan II van Frankrijk (1319-1364) | Bonne van Luxemburg (1315-1349) | Bonne van Luxemburg (1315-1349) | Bonne van Luxemburg (1315-1349) | Bonne van Luxemburg (1315-1349) | Bonne van Luxemburg (1315-1349)       | Bonne van Luxemburg (1315-1349)       |                                       |                                       | Lodewijk van Male (1330-1384)         | Lodewijk van Male (1330-1384)         | Lodewijk van Male (1330-1384)             | Lodewijk van Male (1330-1384)             | Lodewijk van Male (1330-1384)             | Lodewijk van Male (1330-1384)             | Margaretha van Brabant (1323-1380)        | Margaretha van Brabant (1323-1380)        | Margaretha van Brabant (1323-1380) | Margaretha van Brabant (1323-1380) | Margaretha van Brabant (1323-1380) | Margaretha van Brabant (1323-1380) |  |  |  |  |  |  |  |  |  |  |  |  |  |  |  |  |  |  |  |  |  |  |  |  |  |  |  |  |  |  |  |  |  |  |  |  |  |  |  |  |  |  |  |  |  |  |  |  |
|                                      |                                      |                                      |                                      |                                      |                                      |                                          |                                          |                                          |                                          |                                          |                                          |                                   |                                   |                                      |                                      |                                      |                                      |                                      |                                      |                                      |                                      |                                    |                                    |                                    |                                    |  |  |                                  |                                  |                                  |                                  |                                  |                                  |                                 |                                 |                                 |                                 |                                       |                                       |                                       |                                       |                                       |                                       |                                           |                                           |                                           |                                           |                                           |                                           |                                    |                                    |                                    |                                    |  |  |  |  |  |  |  |  |  |  |  |  |  |  |  |  |  |  |  |  |  |  |  |  |  |  |  |  |  |  |  |  |  |  |  |  |  |  |  |  |  |  |  |  |  |  |  |  |
|                                      |                                      |                                      |                                      | Albrecht van Beieren (1336-1404)     | Albrecht van Beieren (1336-1404)     | Albrecht van Beieren (1336-1404)         | Albrecht van Beieren (1336-1404)         | Albrecht van Beieren (1336-1404)         | Albrecht van Beieren (1336-1404)         |                                          |                                          |                                   |                                   |                                      |                                      | Margaretha van Brieg (ca. 1342–1386) | Margaretha van Brieg (ca. 1342–1386) | Margaretha van Brieg (ca. 1342–1386) | Margaretha van Brieg (ca. 1342–1386) | Margaretha van Brieg (ca. 1342–1386) | Margaretha van Brieg (ca. 1342–1386) |                                    |                                    |                                    |                                    |  |  |                                  |                                  |                                  |                                  | Filips de Stoute (1342-1404)     | Filips de Stoute (1342-1404)     | Filips de Stoute (1342-1404)    | Filips de Stoute (1342-1404)    | Filips de Stoute (1342-1404)    | Filips de Stoute (1342-1404)    |                                       |                                       |                                       |                                       |                                       |                                       | Margaretha III van Vlaanderen (1350-1405) | Margaretha III van Vlaanderen (1350-1405) | Margaretha III van Vlaanderen (1350-1405) | Margaretha III van Vlaanderen (1350-1405) | Margaretha III van Vlaanderen (1350-1405) | Margaretha III van Vlaanderen (1350-1405) |                                    |                                    |                                    |                                    |  |  |  |  |  |  |  |  |  |  |  |  |  |  |  |  |  |  |  |  |  |  |  |  |  |  |  |  |  |  |  |  |  |  |  |  |  |  |  |  |  |  |  |  |  |  |  |  |
|                                      |                                      |                                      |                                      | Albrecht van Beieren (1336-1404)     | Albrecht van Beieren (1336-1404)     | Albrecht van Beieren (1336-1404)         | Albrecht van Beieren (1336-1404)         | Albrecht van Beieren (1336-1404)         | Albrecht van Beieren (1336-1404)         |                                          |                                          |                                   |                                   |                                      |                                      | Margaretha van Brieg (ca. 1342–1386) | Margaretha van Brieg (ca. 1342–1386) | Margaretha van Brieg (ca. 1342–1386) | Margaretha van Brieg (ca. 1342–1386) | Margaretha van Brieg (ca. 1342–1386) | Margaretha van Brieg (ca. 1342–1386) |                                    |                                    |                                    |                                    |  |  |                                  |                                  |                                  |                                  | Filips de Stoute (1342-1404)     | Filips de Stoute (1342-1404)     | Filips de Stoute (1342-1404)    | Filips de Stoute (1342-1404)    | Filips de Stoute (1342-1404)    | Filips de Stoute (1342-1404)    |                                       |                                       |                                       |                                       |                                       |                                       | Margaretha III van Vlaanderen (1350-1405) | Margaretha III van Vlaanderen (1350-1405) | Margaretha III van Vlaanderen (1350-1405) | Margaretha III van Vlaanderen (1350-1405) | Margaretha III van Vlaanderen (1350-1405) | Margaretha III van Vlaanderen (1350-1405) |                                    |                                    |                                    |                                    |  |  |  |  |  |  |  |  |  |  |  |  |  |  |  |  |  |  |  |  |  |  |  |  |  |  |  |  |  |  |  |  |  |  |  |  |  |  |  |  |  |  |  |  |  |  |  |  |
|                                      |                                      |                                      |                                      |                                      |                                      |                                          |                                          |                                          |                                          | Willem VI van Holland (1365-1417)        | Willem VI van Holland (1365-1417)        | Willem VI van Holland (1365-1417) | Willem VI van Holland (1365-1417) | Willem VI van Holland (1365-1417)    | Willem VI van Holland (1365-1417)    |                                      |                                      |                                      |                                      |                                      |                                      |                                    |                                    |                                    |                                    |  |  |                                  |                                  |                                  |                                  |                                  |                                  |                                 |                                 |                                 |                                 | Margaretha van Bourgondië (1374-1441) | Margaretha van Bourgondië (1374-1441) | Margaretha van Bourgondië (1374-1441) | Margaretha van Bourgondië (1374-1441) | Margaretha van Bourgondië (1374-1441) | Margaretha van Bourgondië (1374-1441) |                                           |                                           |                                           |                                           |                                           |                                           |                                    |                                    |                                    |                                    |  |  |  |  |  |  |  |  |  |  |  |  |  |  |  |  |  |  |  |  |  |  |  |  |  |  |  |  |  |  |  |  |  |  |  |  |  |  |  |  |  |  |  |  |  |  |  |  |
|                                      |                                      |                                      |                                      |                                      |                                      |                                          |                                          |                                          |                                          | Willem VI van Holland (1365-1417)        | Willem VI van Holland (1365-1417)        | Willem VI van Holland (1365-1417) | Willem VI van Holland (1365-1417) | Willem VI van Holland (1365-1417)    | Willem VI van Holland (1365-1417)    |                                      |                                      |                                      |                                      |                                      |                                      |                                    |                                    |                                    |                                    |  |  |                                  |                                  |                                  |                                  |                                  |                                  |                                 |                                 |                                 |                                 | Margaretha van Bourgondië (1374-1441) | Margaretha van Bourgondië (1374-1441) | Margaretha van Bourgondië (1374-1441) | Margaretha van Bourgondië (1374-1441) | Margaretha van Bourgondië (1374-1441) | Margaretha van Bourgondië (1374-1441) |                                           |                                           |                                           |                                           |                                           |                                           |                                    |                                    |                                    |                                    |  |  |  |  |  |  |  |  |  |  |  |  |  |  |  |  |  |  |  |  |  |  |  |  |  |  |  |  |  |  |  |  |  |  |  |  |  |  |  |  |  |  |  |  |  |  |  |  |
|                                      |                                      |                                      |                                      |                                      |                                      |                                          |                                          |                                          |                                          |                                          |                                          |                                   |                                   |                                      |                                      |                                      |                                      |                                      |                                      |                                      |                                      |                                    |                                    | Jacoba van Beieren (1401-1436)     |                                    |  |  |                                  |                                  |                                  |                                  |                                  |                                  |                                 |                                 |                                 |                                 |                                       |                                       |                                       |                                       |                                       |                                       |                                           |                                           |                                           |                                           |                                           |                                           |                                    |                                    |                                    |                                    |  |  |  |  |  |  |  |  |  |  |  |  |  |  |  |  |  |  |  |  |  |  |  |  |  |  |  |  |  |  |  |  |  |  |  |  |  |  |  |  |  |  |  |  |  |  |  |  |

## Varia
- Jacoba gebruikte de burcht van Voorne af en toe als buitenverblijf. Sinds 1975 organiseert men daarom bij de ruïne van de burcht in Oostvoorne jaarlijks een Jacoba van Beierendag.
- In Woudrichem staat bij de Gevangenpoort een standbeeld van Jacoba van Beieren van de hand van Jaap Hartman, die ook verschillende andere Jacoba's beeldhouwde[22].
- In Woudrichem werd ook een straat naar Jacoba vernoemd, net als in Leiderdorp, Assum, Brielle, Vlaardingen, Voorhout, Schoonhoven, West-Souburg, Alphen aan den Rijn, Sint-Maartensdijk, 's-Heer Hendrikskinderen, Biervliet, Nieuw-Lekkerland.
- Stadsbrouwerij Goes  in Slot Oostende brouwt Blonde Jacoba, vernoemd naar Jacoba van Beieren[23].
- Een aflevering van het NTR-programma Strijd om het Binnenhof op 10 februari 2021 op  NPO 2 was gewijd aan Jacoba[24][25].
- Het levensverhaal van Jacoba van Beieren was onderwerp van de roman Jacoba, dochter van Holland van Simone van der Vlugt.
- Het filmisch theaterstuk De Gravin van Holland uit 2023 door Theater Teylingen, over het leven van Jacoba van Beieren.